# Thury-en-Valois
Thury-en-Valois je francouzská obec v departementu Oise v regionu Hauts-de-France. V roce 2011 zde žilo 474 obyvatel. Vodní kanál Canal de l'Ourcq je vzdálen od obce nejméně 5 km směrem na východ.

## Sousední obce
Antilly, Boullarre, Coyolles, Cuvergnon, Mareuil-sur-Ourcq, La Villeneuve-sous-Thury,

## Vývoj počtu obyvatel
Počet obyvatel 